# Politiek in Groningen (provincie)
De provincie Groningen wordt bestuurd vanuit het provinciehuis in de hoofdstad Groningen.

## Provinciale Staten
| Uitslagen van de verkiezingen voor Provinciale Staten vanaf 2007 | Uitslagen van de verkiezingen voor Provinciale Staten vanaf 2007 | Uitslagen van de verkiezingen voor Provinciale Staten vanaf 2007 | Uitslagen van de verkiezingen voor Provinciale Staten vanaf 2007 | Uitslagen van de verkiezingen voor Provinciale Staten vanaf 2007 | Uitslagen van de verkiezingen voor Provinciale Staten vanaf 2007 | Uitslagen van de verkiezingen voor Provinciale Staten vanaf 2007 | Uitslagen van de verkiezingen voor Provinciale Staten vanaf 2007 | Uitslagen van de verkiezingen voor Provinciale Staten vanaf 2007 | Uitslagen van de verkiezingen voor Provinciale Staten vanaf 2007 | Uitslagen van de verkiezingen voor Provinciale Staten vanaf 2007 | Uitslagen van de verkiezingen voor Provinciale Staten vanaf 2007 | Uitslagen van de verkiezingen voor Provinciale Staten vanaf 2007 |
| Partij                                                           | Partij                                                           | 2007                                                             | 2007                                                             | 2011                                                             | 2011                                                             | 2015                                                             | 2015                                                             | 2019                                                             | 2019                                                             | 2023                                                             | 2023                                                             |                                                                  |
| Partij                                                           | Partij                                                           | %                                                                | Zetels                                                           | %                                                                | Zetels                                                           | %                                                                | Zetels                                                           | %                                                                | Zetels                                                           | %                                                                | Zetels                                                           |                                                                  |
| ---------------------------------------------------------------- | ---------------------------------------------------------------- | ---------------------------------------------------------------- | ---------------------------------------------------------------- | ---------------------------------------------------------------- | ---------------------------------------------------------------- | ---------------------------------------------------------------- | ---------------------------------------------------------------- | ---------------------------------------------------------------- | ---------------------------------------------------------------- | ---------------------------------------------------------------- | ---------------------------------------------------------------- | ---------------------------------------------------------------- |
|                                                                  | BoerBurgerBeweging                                               | -                                                                | -                                                                | -                                                                | -                                                                | -                                                                | -                                                                | -                                                                | -                                                                | 23,54                                                            | 12                                                               |                                                                  |
|                                                                  | Partij van de Arbeid                                             | 26,21                                                            | 12                                                               | 24,88                                                            | 12                                                               | 12,30                                                            | 6                                                                | 11,99                                                            | 5                                                                | 9,98                                                             | 5                                                                |                                                                  |
|                                                                  | GroenLinks                                                       | 7,61                                                             | 3                                                                | 7,23                                                             | 3                                                                | 6,50                                                             | 3                                                                | 12,49                                                            | 6                                                                | 9,65                                                             | 5                                                                |                                                                  |
|                                                                  | ChristenUnie                                                     | 10,26                                                            | 4                                                                | 7,59                                                             | 3                                                                | 8,75                                                             | 4                                                                | 9,45                                                             | 4                                                                | 6,31                                                             | 3                                                                |                                                                  |
|                                                                  | Groninger Belang                                                 | -                                                                | -                                                                | -                                                                | -                                                                | 6,57                                                             | 3                                                                | 7,27                                                             | 3                                                                | 6,04                                                             | 3                                                                |                                                                  |
|                                                                  | Volkspartij voor Vrijheid en Democratie                          | 11,69                                                            | 5                                                                | 13,17                                                            | 6                                                                | 9,15                                                             | 4                                                                | 8,46                                                             | 4                                                                | 5,66                                                             | 2                                                                |                                                                  |
|                                                                  | Socialistische Partij                                            | 15,91                                                            | 7                                                                | 12,83                                                            | 6                                                                | 16,19                                                            | 8                                                                | 8,68                                                             | 4                                                                | 5,54                                                             | 2                                                                |                                                                  |
|                                                                  | Democraten 66                                                    | 2,60                                                             | 1                                                                | 7,79                                                             | 3                                                                | 9,70                                                             | 4                                                                | 6,55                                                             | 3                                                                | 5,37                                                             | 2                                                                |                                                                  |
|                                                                  | Partij voor de Dieren                                            | 2,16                                                             | 1                                                                | 2,13                                                             | 1                                                                | 3,76                                                             | 2                                                                | 4,08                                                             | 1                                                                | 5,01                                                             | 2                                                                |                                                                  |
|                                                                  | Partij voor de Vrijheid                                          | -                                                                | -                                                                | 7,73                                                             | 3                                                                | 8,01                                                             | 3                                                                | 5,98                                                             | 2                                                                | 4,68                                                             | 2                                                                |                                                                  |
|                                                                  | Christen-Democratisch Appèl                                      | 19,38                                                            | 9                                                                | 11,96                                                            | 5                                                                | 11,25                                                            | 5                                                                | 8,08                                                             | 3                                                                | 4,07                                                             | 2                                                                |                                                                  |
|                                                                  | Volt Nederland                                                   | -                                                                | -                                                                | -                                                                | -                                                                | -                                                                | -                                                                | -                                                                | -                                                                | 3,80                                                             | 1                                                                |                                                                  |
|                                                                  | Partij voor het Noorden                                          | 3,64                                                             | 1                                                                | 3,15                                                             | 1                                                                | 2,14                                                             | 1                                                                | 4,12                                                             | 2                                                                | 2,90                                                             | 1                                                                |                                                                  |
|                                                                  | Forum voor Democratie                                            | -                                                                | -                                                                | -                                                                | -                                                                | -                                                                | -                                                                | 10,22                                                            | 5                                                                | 2,44                                                             | 1                                                                |                                                                  |
|                                                                  | 50PLUS                                                           | -                                                                | -                                                                | 1,54                                                             | 0                                                                | 1,98                                                             | 0                                                                | 2,21                                                             | 1                                                                | 1,44                                                             | 0                                                                |                                                                  |
|                                                                  | overige partijen                                                 | 0,54                                                             | 0                                                                | -                                                                | -                                                                | 3,70                                                             | 0                                                                | 0,42                                                             | 0                                                                | 3,56                                                             | 0                                                                |                                                                  |
| totaal                                                           | totaal                                                           | 100                                                              | 43                                                               | 100                                                              | 43                                                               | 100                                                              | 43                                                               | 100                                                              | 43                                                               | 100                                                              | 43                                                               |                                                                  |
| opkomstpercentage                                                | opkomstpercentage                                                | 51,01                                                            |                                                                  | 58,22                                                            |                                                                  | 53,01                                                            |                                                                  | 56,07                                                            |                                                                  | 62,48                                                            |                                                                  |                                                                  |

## Gedeputeerde Staten
René Paas (CDA) is sinds 2016 commissaris van de Koning.
Provinciesecretaris is Hans Schrikkema.

### 2011-2015
Het college van Gedeputeerde Staten berustte op een coalitie van PvdA, VVD, D66 en ChristenUnie en bestond uit de volgende zes gedeputeerden:
- Marianne Besselink (PvdA)
- Mark Boumans (VVD)
- Yvonne van Mastrigt (PvdA) (opvolger van Wilma Mansveld die staatssecretaris werd)
- William Moorlag (PvdA)
- Henk Staghouwer (ChristenUnie) (opvolger van Wiebe van der Ploeg, nadat GroenLinks uit de coalitie was gestapt en de ChristenUnie was toegetreden)
- Bote Wilpstra (D66) (opvolger van Piet de Vey Mestdagh)

### 2015-2019
Het college van Gedeputeerde Staten berustte op een coalitie van SP, CDA, D66, ChristenUnie en GroenLinks en bestond uit de volgende vijf gedeputeerden:
- Patrick Brouns (CDA)
- Eelco Eikenaar (SP)
- Fleur Gräper-van Koolwijk (D66)
- Nienke Homan (GroenLinks)
- Henk Staghouwer (ChristenUnie)

### 2019-2023
Het college van Gedeputeerde Staten berustte op een coalitie van GroenLinks, PvdA, ChristenUnie, VVD, CDA en D66 en bestond uit zes gedeputeerden:
- Patrick Brouns (CDA) (tot december 2019)
- IJzebrand Rijzebol (CDA) (vanaf 11 maart 2020)[6]
- Tjeerd van Dekken (PvdA)
- Fleur Gräper-van Koolwijk (D66)
- Nienke Homan (GroenLinks) (tot 1 december 2021)[7]
- Melissa van Hoorn (GroenLinks) (vanaf 26 januari 2022)[8]
- Henk Staghouwer (ChristenUnie) (tot 10 januari 2022)[9]
- Johan Hamster (ChristenUnie) (vanaf 26 januari 2022)[8]
- Mirjam Wulfse (VVD)

### 2023-2027

#### 2023-2025
Het college van Gedeputeerde Staten berustte op een coalitie van BBB, PvdA, ChristenUnie en Groninger Belang en bestaat uit de volgende vijf gedeputeerden. De vier partijen leveren allemaal één gedeputeerde en er is één gedeputeerde zonder partij:
- Henk Emmens (BBB)
- Tjeerd van Dekken (PvdA)
- Johan Hamster (ChristenUnie)
- Bram Schmaal (Groninger Belang)
- Susan Top (partijloos)

#### 2025-2027
Het college van Gedeputeerde Staten berust op een coalitie BBB, PvdA, GroenLinks en de VVD en bestaat uit de volgende zes gedeputeerden. De vijf partijen leveren allemaal één gedeputeerde en er is één gedeputeerde zonder partij:
- Gouke Moes (BBB)
- Leo Wenneger (BBB)
- Pascal Roemers (PvdA)
- Karin Dekker (GroenLinks)
- Erik Jan Bennema (VVD)
- Susan Top (partijloos)

## Landelijke verkiezingen in de provincie Groningen
| Uitslagen van de verkiezingen vanaf 2006 (in percentages) | Uitslagen van de verkiezingen vanaf 2006 (in percentages) | Uitslagen van de verkiezingen vanaf 2006 (in percentages) | Uitslagen van de verkiezingen vanaf 2006 (in percentages) | Uitslagen van de verkiezingen vanaf 2006 (in percentages) | Uitslagen van de verkiezingen vanaf 2006 (in percentages) | Uitslagen van de verkiezingen vanaf 2006 (in percentages) | Uitslagen van de verkiezingen vanaf 2006 (in percentages) | Uitslagen van de verkiezingen vanaf 2006 (in percentages) | Uitslagen van de verkiezingen vanaf 2006 (in percentages) | Uitslagen van de verkiezingen vanaf 2006 (in percentages) |
| Partij                                                    | TK2006                                                    | EP2009                                                    | TK2010                                                    | TK2012                                                    | EP2014                                                    | TK2017                                                    | EP2019                                                    | TK2021                                                    | TK2023                                                    | EP2024                                                    |
| --------------------------------------------------------- | --------------------------------------------------------- | --------------------------------------------------------- | --------------------------------------------------------- | --------------------------------------------------------- | --------------------------------------------------------- | --------------------------------------------------------- | --------------------------------------------------------- | --------------------------------------------------------- | --------------------------------------------------------- | --------------------------------------------------------- |
| PvdA                                                      | 31,03                                                     | 18,32                                                     | 27,60                                                     | 35,32                                                     | 13,18                                                     | 8,31                                                      | 22,27                                                     | 9,06                                                      | 20,18                                                     | 27,45                                                     |
| GL                                                        | 5,89                                                      | 11,04                                                     | 8,34                                                      | 2,80                                                      | 8,88                                                      | 11,88                                                     | 14,40                                                     | 6,50                                                      | 20,18                                                     | 27,45                                                     |
| PVV                                                       | 3,17                                                      | 11,68                                                     | 11,36                                                     | 7,11                                                      | 9,86                                                      | 11,24                                                     | 3,19                                                      | 10,19                                                     | 21,83                                                     | 13,72                                                     |
| VVD                                                       | 10,87                                                     | 9,04                                                      | 14,45                                                     | 17,15                                                     | 8,67                                                      | 13,88                                                     | 10,48                                                     | 14,90                                                     | 9,87                                                      | 7,85                                                      |
| CDA                                                       | 18,28                                                     | 16,75                                                     | 11,11                                                     | 7,70                                                      | 12,55                                                     | 11,57                                                     | 10,58                                                     | 8,84                                                      | 2,95                                                      | 7,78                                                      |
| D66                                                       | 1,86                                                      | 10,67                                                     | 6,47                                                      | 7,57                                                      | 14,18                                                     | 12,59                                                     | 6,22                                                      | 15,36                                                     | 5,72                                                      | 7,68                                                      |
| BBB                                                       | -                                                         | -                                                         | -                                                         | -                                                         | -                                                         | -                                                         | -                                                         | 1,68                                                      | 6,11                                                      | 6,03                                                      |
| PvdD                                                      | 1,63                                                      | 3,46                                                      | 1,46                                                      | 1,99                                                      | 4,72                                                      | 3,63                                                      | 4,67                                                      | 4,38                                                      | 2,69                                                      | 5,67                                                      |
| Volt                                                      | -                                                         | -                                                         | -                                                         | -                                                         | -                                                         | -                                                         | 1,76                                                      | 2,88                                                      | 1,94                                                      | 5,02                                                      |
| CU                                                        | 7,01                                                      | 8,74                                                      | 6,11                                                      | 5,80                                                      | 9,67                                                      | 5,96                                                      | 7,98                                                      | 5,46                                                      | 3,38                                                      | 4,82                                                      |
| SP                                                        | 19,19                                                     | 8,53                                                      | 11,66                                                     | 11,69                                                     | 12,85                                                     | 13,93                                                     | 5,58                                                      | 9,54                                                      | 4,53                                                      | 3,81                                                      |
| NSC                                                       | -                                                         | -                                                         | -                                                         | -                                                         | -                                                         | -                                                         | -                                                         | -                                                         | 14,64                                                     | 3,52                                                      |
| FvD                                                       | -                                                         | -                                                         | -                                                         | -                                                         | -                                                         | 1,60                                                      | 8,99                                                      | 5,10                                                      | 2,29                                                      | 2,57                                                      |
| SGP                                                       | 0,33                                                      | [ 15 ]                                                    | 0,50                                                      | 0,75                                                      | [ 15 ]                                                    | 0,75                                                      | [ 15 ]                                                    | 0,81                                                      | 0,90                                                      | 1,81                                                      |
| 50Plus                                                    | -                                                         | -                                                         | -                                                         | 1,15                                                      | 2,90                                                      | 2,80                                                      | 2,90                                                      | 0,85                                                      | 0,39                                                      | 0,80                                                      |
| JA21                                                      | -                                                         | -                                                         | -                                                         | -                                                         | -                                                         | -                                                         | -                                                         | 1,60                                                      | 0,55                                                      | 0,48                                                      |
| BIJ1                                                      | -                                                         | -                                                         | -                                                         | -                                                         | -                                                         | -                                                         | -                                                         | 0,59                                                      | 0,32                                                      | -                                                         |
| DENK                                                      | -                                                         | -                                                         | -                                                         | -                                                         | -                                                         | 0,47                                                      | 0,31                                                      | 0,51                                                      | 0,76                                                      | -                                                         |
| overig                                                    | 0,73                                                      | 1,77                                                      | 0,94                                                      | 0,98                                                      | 2,55                                                      | 1,38                                                      | 0,66                                                      | 1,76                                                      | 0,94                                                      | 1,01                                                      |
| opkomst                                                   | 81,28                                                     | 36,62                                                     | 75,20                                                     | 75,53                                                     | 37,82                                                     | 81,28                                                     | 41,31                                                     | 78,10                                                     | 78,54                                                     | 46,35                                                     |